# DenkmalAkademie
Die DenkmalAkademie ist die Bildungsstätte der Deutschen Stiftung Denkmalschutz. In ihr geben Experten der Deutschen Stiftung Denkmalschutz und Fachleute aus der Denkmalpflege ihr Wissen aus Denkmaltheorie und Denkmalpraxis aktiv weiter. In Präsenzseminaren, Online-Webinaren und Workshops werden neueste Trends, Forschungsergebnisse oder aktuelle Fragestellungen der Denkmalpflege aufgenommen und verbreitet. Der fachmännische Umgang mit und Erhalt von denkmalgeschützten Gebäuden steht dabei im Mittelpunkt.

## Teilnahme
Die Veranstaltungen der DenkmalAkademie stehen jeder Person offen, die sich Kenntnisse zu dem Thema Denkmalpflege aneignen möchte. Dazu zählen Architekten, Stadt- und Dorfplaner, Mitarbeiter von Baubehörden sowie kultur- und denkmalinteressierte Privatleute oder Denkmaleigentümer. Die Teilnahme ist auch berufsbegleitend möglich, die meisten Fortbildungsangebote sind als berufliche Fortbildung anerkannt und werden entsprechend zertifiziert.

## Organisation
Die Tages-, Halbtages- und Werkstattseminare finden an unterschiedlichen Orten in den verschiedenen Bundesländern statt. Darüber hinaus bietet die DenkmalAkademie eine Vielzahl an Webinaren an, die bundesweit und ortsunabhängig wahrgenommen werden können. Diese Online-Weiterbildungen sind in der Regel kostenlos, Präsenzseminare in der Regel kostenpflichtig. 
Das Jahresprogramm wird im Herbst des jeweiligen Vorjahres bekannt gegeben.